# Сеново
Сеново (болг. Сеново) — город в Болгарии. Находится в Русенской области, входит в общину Ветово. Население составляет 1350 человек (2022).

## Политическая ситуация
В местном кметстве Сеново, в состав которого входит Сеново, должность кмета (старосты) исполняет Атанас Цанев Атанасов (Национальное движение «Симеон Второй» (НДСВ)) по результатам выборов правления кметства.
Кмет (мэр) общины Ветово — Рейхан Ахмед Хабил (Движение за права и свободы (ДПС)) по результатам выборов в правление общины.